# Piel de niña
Piel De Niña es el segundo álbum grabado por el cantante mexicano Alejandro Fernández, producido por Pedro Ramírez. Fue lanzado al mercado en abril de 1993. Él tema "Piel de Niña", fue el primero en desprenderse con muy buena acogida. Otras canciones conocidas de este álbum son "Cascos Ligeros", "Acabé Por Llorar" y "A La Vera Del Camino".

## Información sobre el álbum
Después de lanzar su exitoso álbum debut, el intérprete volvió a cantar Mariachi. "Piel de niña" es un àlbum de corte romántico, de donde se desprenden la canción homónima, (de la cual grabó el video), "Cascos Ligeros", "Acabé Por Llorar", "A La Vera Del Camino" y la famosa canción de Armando Manzanero "Contigo Aprendí" forma parte de este álbum de corte romántico, pero con sabor a Mariachi.

## Lista de canciones
1. Piel de niña (Jesús Gluck, Honorio Herrero) - 2:41
2. No estoy triste (Armando Manzanero) - 2:55
3. Acabe por llorar (Antonio Valdez Herrera) - 2:50
4. Cenizas (D.A.R.) - 3:49
5. A la vera del camino (Jorge Villamil) - 3:42
6. Cascos ligeros (Manuel Eduardo Castro) - 2:06
7. Hasta donde estés (Jorge Massias) - 3:19
8. Mentira, mentira (Saulo Sedano) - 2:55
9. Cuando te olvide (Manuel Eduardo Castro) - 2:20
10. Quisiera olvidarme de ti (Rigoberto Alfaro, Jesús Rodríguez De Hijar) - 3:03
11. Contigo aprendí (Armando Manzanero) - 3:25
12. Si no eres tu (Baldomero Carballo Salas) - 3:01

## Posición en las listas

### Álbum
| Año  | Listas                            | Posición | Semanas en la lista |
| ---- | --------------------------------- | -------- | ------------------- |
| 1993 | Billboard Regional Mexican Albums | 5        | 5                   |

### Sencillos
| Año  | Listas                    | Canción          | Posición | Semanas en la lista |
| ---- | ------------------------- | ---------------- | -------- | ------------------- |
| 1993 | Billboard Hot Latin Songs | Piel de niña     | 23       | 9                   |
| 1993 | Billboard Hot Latin Songs | Cascos ligeros   | 11       | 13                  |
| 1993 | Billboard Hot Latin Songs | Acabe por llorar | 24       | 10                  |